# Globularieae
Globularieae Rchb., 1837 è una tribù di piante angiosperme appartenenti alla famiglia delle Plantaginaceae.

## Etimologia
Il nome della tribù deriva dal suo genere tipo Globularia L. la cui etimologia fa riferimento alla particolare infiorescenza di queste piante: una piccola sfera o globo. Il primo botanico a nominare queste piante è stato il francese Joseph Pitton de Tournefort (Aix-en-Provence, 5 giugno 1656 – Parigi, 28 dicembre 1708).
Il nome scientifico della tribù è stato definito dal botanico, ornitologo e illustratore tedesco Ludwig Reichenbach (1793–1879) nella pubblicazione "Handbuch des Naturlichen Pflanzensystems - 195. 1-7 Oct 1837" e perfezionato dal botanico contemporaneo Kerry A. Barringer (1954-) nella pubblicazione "Novon; a Journal for Botanical Nomenclature. St. Louis, MO - (Novon 3(1): 17, 1993".

## Descrizione

### Portamento

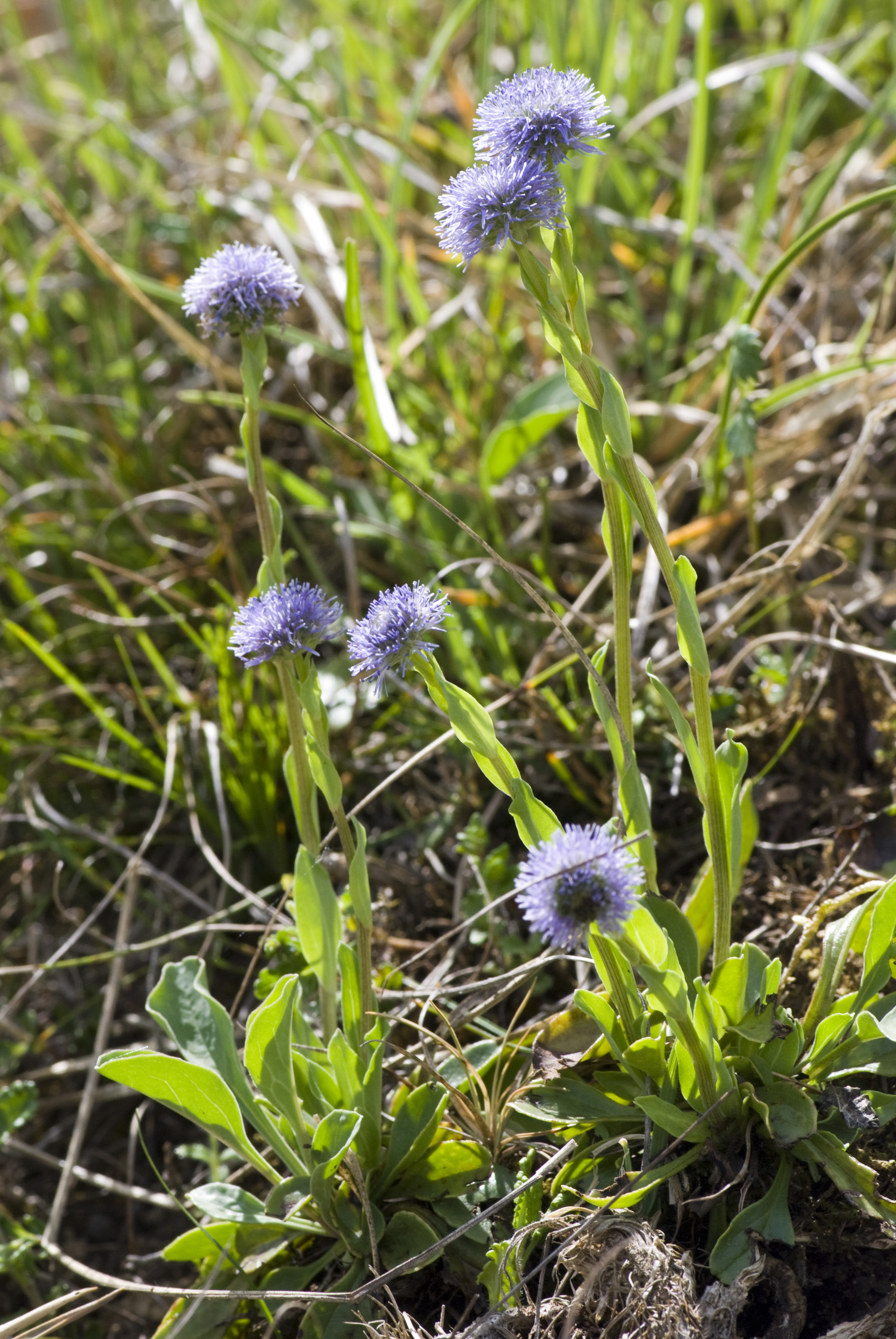
Il portamento
Globularia bisnagarica

Il portamento delle specie di questa tribù è erbaceo perenne oppure arbustivo (anche subarbustivo). Alla base possono essere legnose.

### Foglie

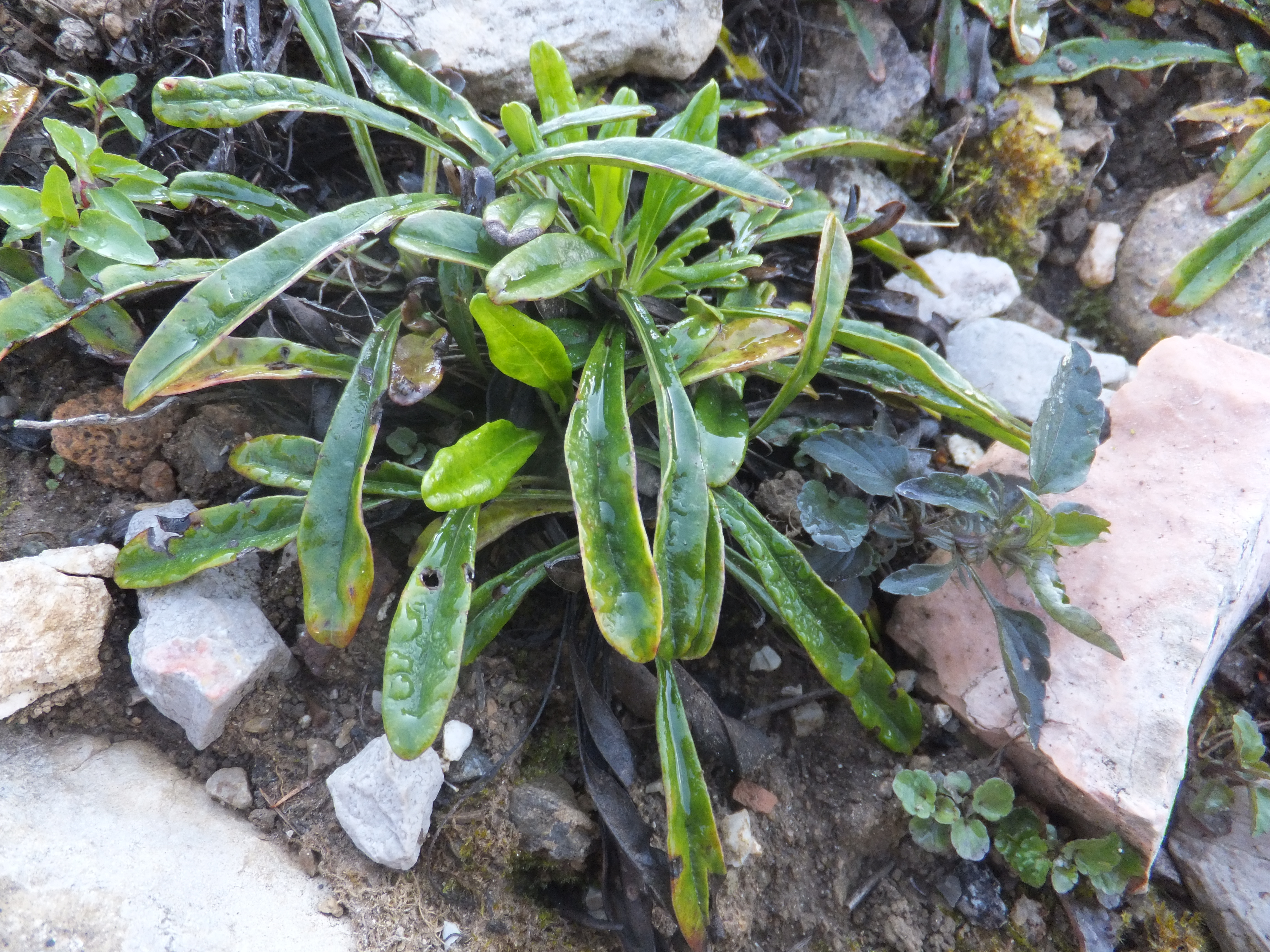
Le foglie
Globularia nudicaulis

Le foglie sono semplici a disposizione alterna, la consistenza è coriacea (o succulenta) e sono prive di stipole; sessili o subsessili in Campylanthus. La forma varia da lanceolata a suborbicolare o spatolata. Talvolta nella parte apicale sono presenti alcuni brevi denti. Spesso le foglie formano una rosetta basale.

### Infiorescenze

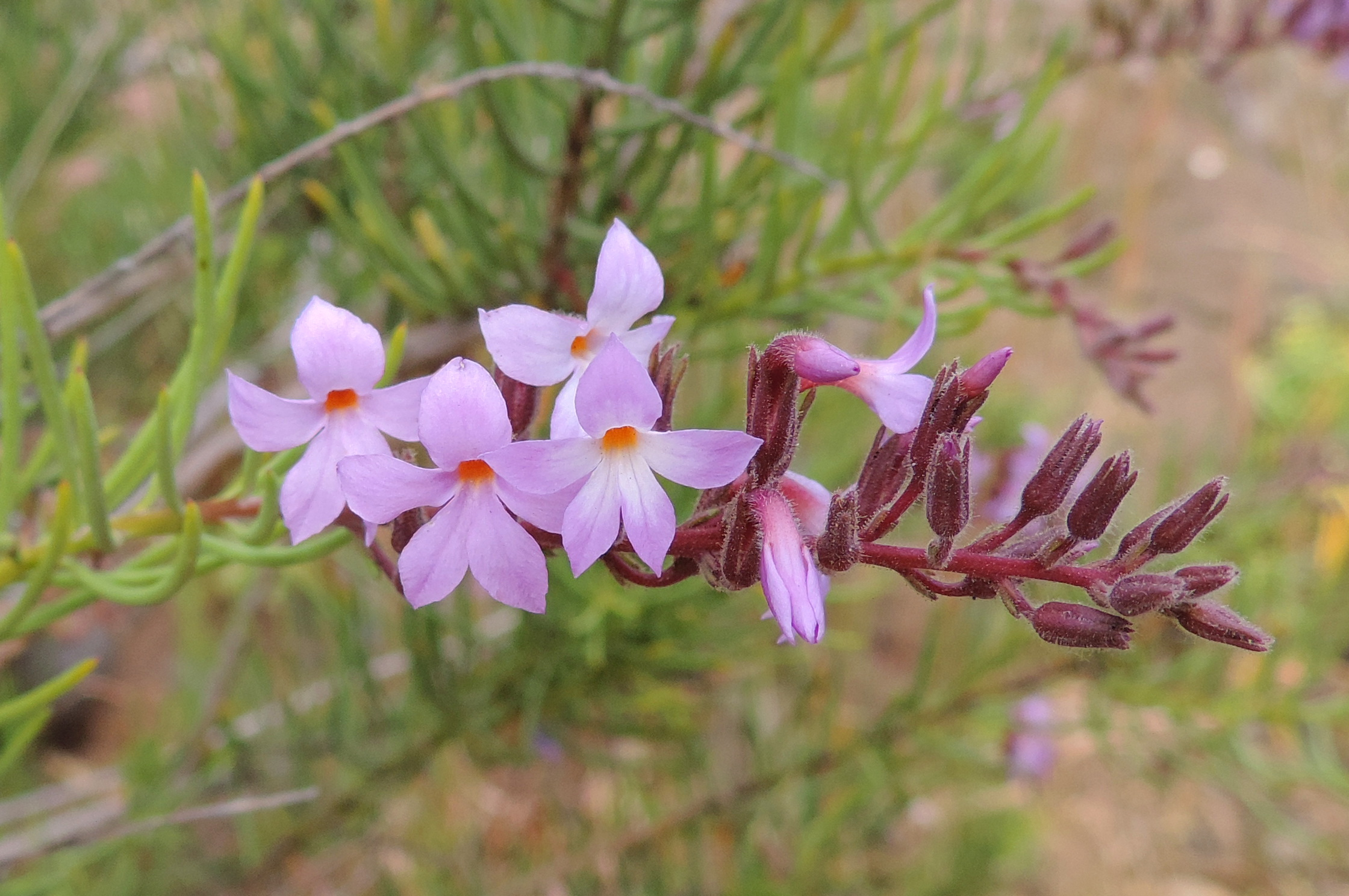
Infiorescenza
Campylanthus salsoloides

Le infiorescenze usualmente sono capitate (raramente sono a spiga) e con un involucro formato da numerose brattee. I fiori sono molto piccoli e sono inseriti in un ricettacolo scaglioso. In Campylanthus le infiorescenze sono di tipo racemoso.

### Fiori

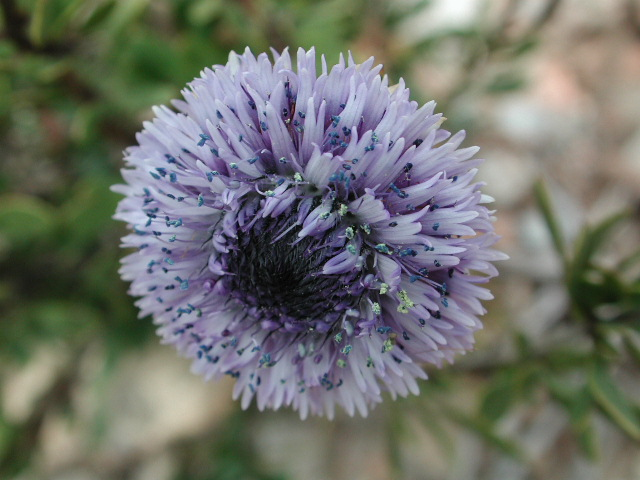
I fiori
Globularia alypum

I fiori, ermafroditi, zigomorfi o debolmente attinomorfi, sono sottesi da alcune brattee; sono inoltre tetraciclici (ossia formati da 4 verticilli: calice– corolla – androceo – gineceo), tetrameri (i verticilli del perianzio hanno più o meno 4 elementi ognuno) e ipogini.
- Formula fiorale:

X o * K (4-5), [C (4) o (2+3), A 2+2 o 2], G (2), capsula.
- Il calice, gamosepalo, è formato da cinque lobi acuti o denti embricati. In Globularia i lobi sono lunghi quanto il tubo. In Campylanthus il calice è campanulato con 5 profondi lobi o denti.

- La corolla, gamopetala, è formata da un tubo terminante in Poskea in modo debolmente bilabiato con struttura 1/4 o 1/3 (termina più o meno con 5 lobi ineguali), mentre in Globularia la struttura è 3/2 (il labbro superiore è formato da tre corti denti o profonde lacinie, quello inferiore da due lobi lineari, talvolta mancanti o solo uno presente). Il colore della corolla è blu, porpora, rosa o bianca.

- L'androceo è formato da 4 stami didinami (2 in Campylanthus) inseriti nella parte superiore (epipetali) o nel mezzo della corolla e sono alterni ai petali della corolla. Le antere sono reniformi con due teche confluenti (all'antesi) con singola apertura longitudinale. Il polline è tricolpato.

- Il gineceo è bicarpellare (sincarpico - formato dall'unione di due carpelli connati). L'ovario (biloculare) è supero con forme ovoidi ed è circondato da un disco o alcune ghiandole. Ogni loculo contiene un solo ovulo. L'ovulo è anatropo e pendulo. Lo stilo è corto ed ha uno stigma bifido o capitato.

### Frutti
I frutti sono delle capsule (nucule monosperme) indeiscenti (con deiscenza loculicida o setticida in Camptlanthus) e contenute nel calice persistente. I semi contengono un embrione diritto e lungo (o largo) circondato da scarso endosperma.

## Biologia
Le specie di questo raggruppamento si riproducono per impollinazione tramite insetti (impollinazione entomogama), soprattutto lepidotteri..
La dispersione dei semi avviene inizialmente a causa del vento (dispersione anemocora); una volta caduti a terra sono dispersi soprattutto da insetti tipo formiche (mirmecoria).

## Distribuzione e habitat
L'habitat è mediterraneo o subtropicale con una distribuzione dal Sud Europa alla Somalia e Socotra.
| Genere        | Distribuzione                                         |
| ------------- | ----------------------------------------------------- |
| Poskea        | Somalia e Socotra                                     |
| Globularia    | Mediterraneo e Africa (nord-est)                      |
| Campylanthus' | Isole Canarie, Nord Africa, Socotra, Yemen e Pakistan |

## Tassonomia
La famiglia Plantaginaceae comprende 12 tribù, 105 generi e oltre 1 800 specie.

### Generi
La tribù Globularieae si compone di 3 generi e circa 50 specie:
- Campylanthus Roth (18 spp.)
- Globularia L. (28 spp.)
- Poskea Vatke (2 spp.)

I tre generi si distinguono per i seguenti caratteri distintivi:
- Poskea: le infiorescenze sono delle dense spighe; la corolla è debolmente attinomorfa.
- Globularia: le infiorescenze sono capitate con un involucro; la corolla è distintamente zigomorfa (bilabiata).
- Campylanthus: le infiorescenze sono racemose; la corolla è bilabiata.

### Specie italiane
Nella flora spontanea italiana sono presenti 8 specie del solo genere Globularia.

### Filogenesi
Storicamente due generi (Poskea e Globularia) hanno sempre fatto parte della famiglia Globulariaceae (secondo la classificazione ormai classica di Cronquist) ora non più assegnata. In passato (ma anche recentemente) alcuni Autori (Bentham e Hooker) avevano proposto la fusione di questo gruppo con la famiglia delle Scrophulariaceae. Attualmente con i nuovi sistemi di classificazione filogenetica (classificazione APG) sono stati assegnati alla famiglia delle Plantaginaceae.
Alcune ricerche indicano in 28 milioni di anni la data più probabile di formazione di questo gruppo (o distacco dal ceppo principale delle Plantaginaceae).